# Важница

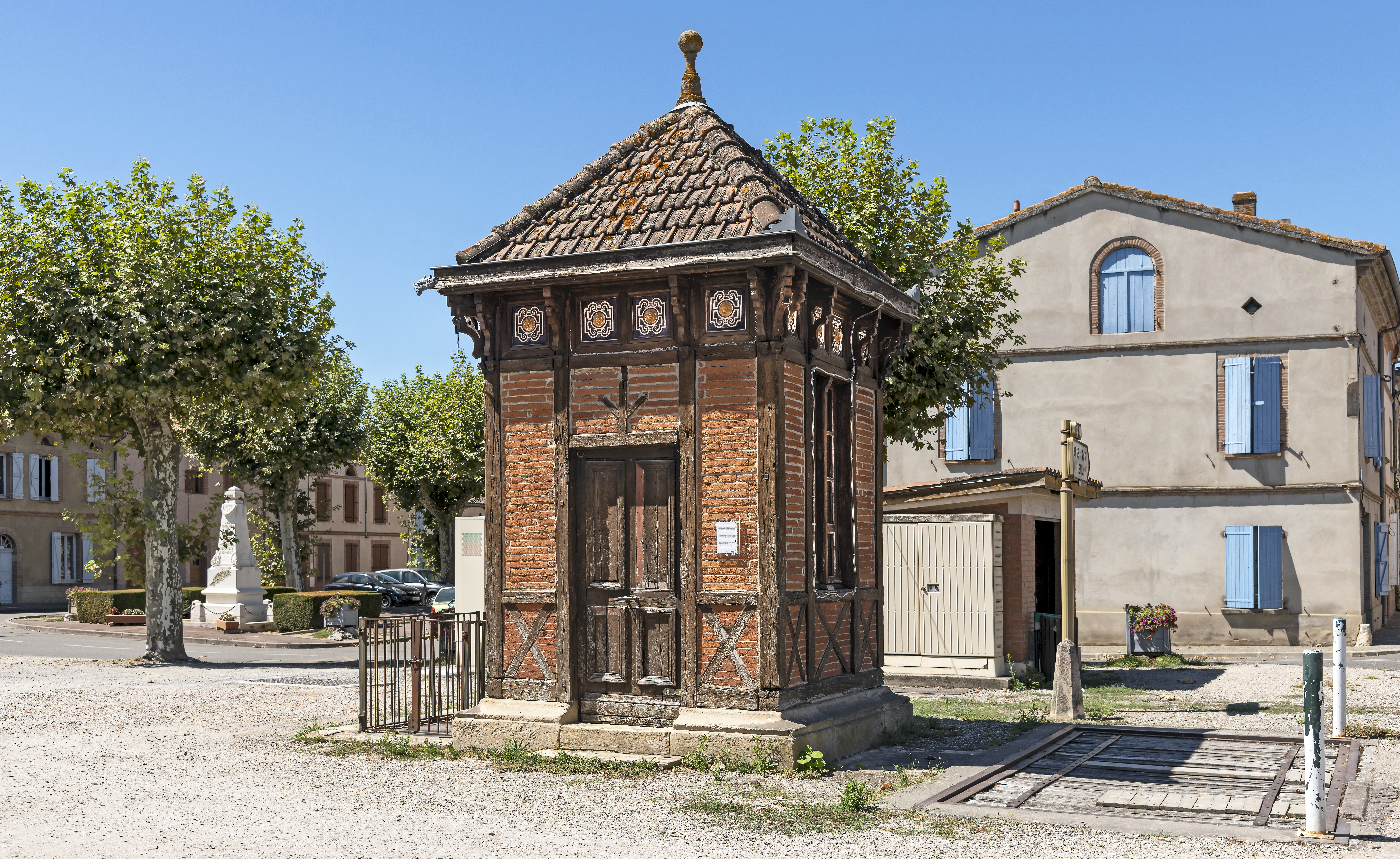
Общественные весы (важня) во французской деревне

Весовая палата или (в Восточной Европе) важница (важня) ― строение в городах и некоторых местечках Европы, где взвешивалось привезённое торговцами зерно, измерялись различные товары, предназначенные к продаже. Наиболее пышно оформлялись весовые палаты в Нидерландах, где они входят в число основных достопримечательностей почти каждого старинного города.
Слово «важница» происходит от древнерусского вага ― тяжесть, вес. По Далю, важить ― весить, содержать в себе вес. Важня ― весы; строение, где весы находятся. Важник ― весовщик, сборщик весовой пошлины. «Словарь русского языка XVIII века» приводит летописный текст со словом важня, как помещением с торговыми весами для взвешивания товаров .

## В Великом княжестве Литовском
Обычно важница представляла собой одноэтажное каменное или деревянное здание, накрытое двух- или четырёхскатной крышей. Внутри была собственно важница, там хранились городские весы и меры, и мерница, где взвешивали и измеряли товары.
В Великом княжестве Литовском XV—XVIII вв. важницы были во всех значительных городах, обычно на торговых площадях, иногда примыкая к ратушам и торговым рядам. Так, например, не в самом большом местечке Глубокое в 1765 году при 59 лавках была постоянно действующая важница. Иногда их строили на главных дорогах в комплексе с таможнями.
И. Г. Прыжов в книге «История кабаков в России в связи с историей русского народа» приводит грамоту «месту Менскому» под 1499 годом, где «в мощ войтовскую» назначались две корчмы вольных, с платою четырёх коп грошей; в пользу города поступал и восковой вес: «Допущаем теж в том месте нашом мети важницу, а теж капницу, и весь воск тамжо стопленный печатию их мают знаменовати и с того ужитки ку посполитому доброму мают ховати».
Ссылаясь на инвентарь 1647 года, белорусский историк Ю. А. Якимович пишет о местечке Мир: «Торговая площадь в центре Старого города имела вытянутую прямоугольную форму плана. В её средней части в продольном направлении размещалось два ряда лавок. В ряду, ближнем к замку, находились 52 лавки и важница, в противоположном ― 43 лавки. В инвентаре указано, что незадолго до его составления к существующим лавкам пристроены ещё 12. Таким образом, всего на площади в 1647 г. имелось 109 лавок».
Историк М. А. Ткачёв так описывает белорусское местечко Смоляны: «Посреди „места“ стояла ратуша, на куполе которой был установлен флюгер с государственным гербом, „позолоченным малярским золотом“. Около ратуши стояла двухэтажная весевая („важница“) с высоким крыльцом. Здесь начинались ряды торговых лавок („крам“) и дома местных жителей с хозяйственными постройками и огородами».

## В других странах
Многочисленные весовые палаты (часто позднеготические, XV—XVI вв.) сохранились в северной части Германии и в Нидерландах. Ренессансная важница — ключевая достопримечательность силезского города Ныса (бывш. Нейссе). В Эстонии исторические важницы известны в Курессааре (Аренсбурге), Таллине (1555) и Нарве (классицизм). Две последние были уничтожены бомбардировками 1944 года.

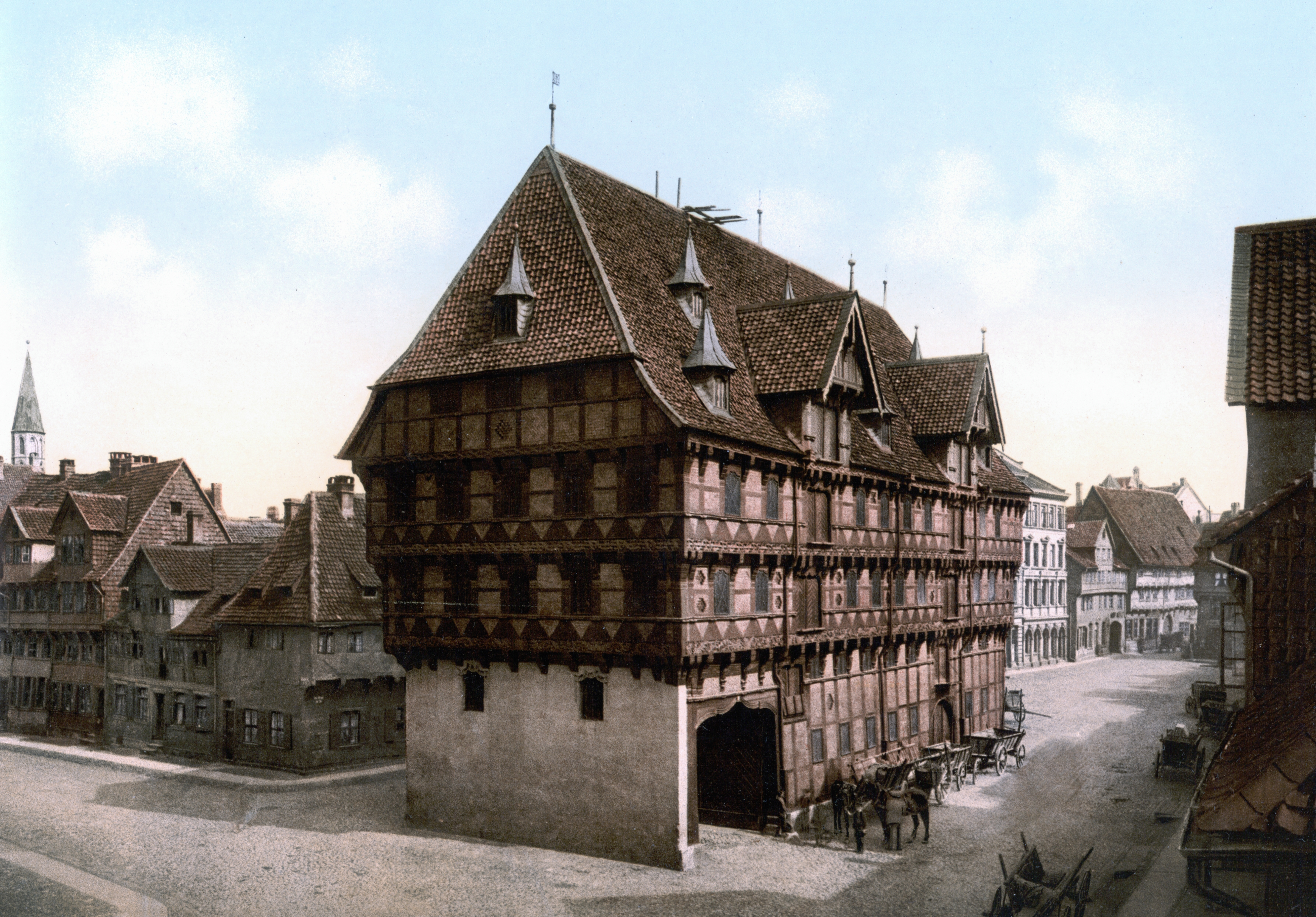
Старая важня в Брауншвейге
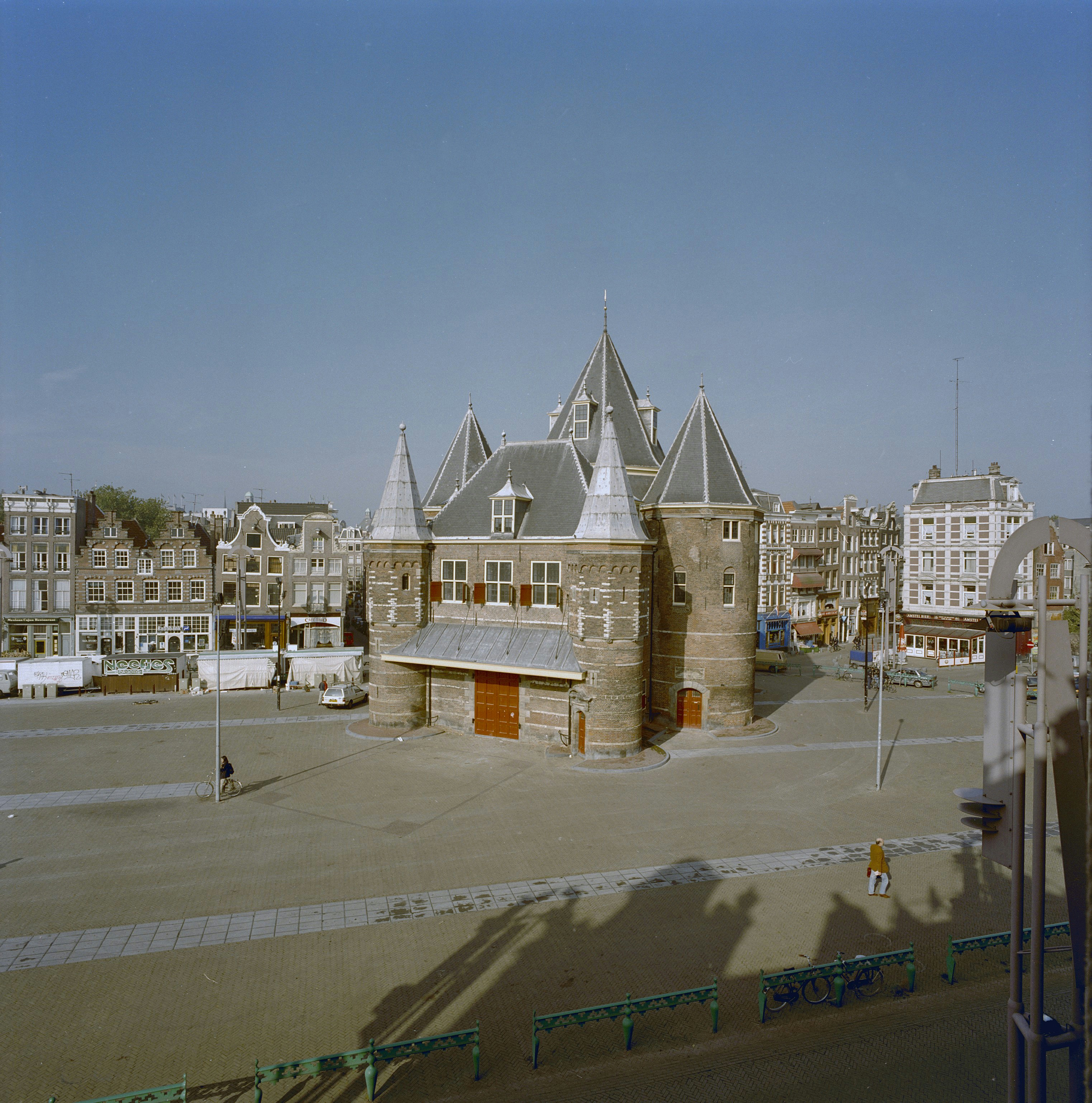
Весовая палата (Амстердам)
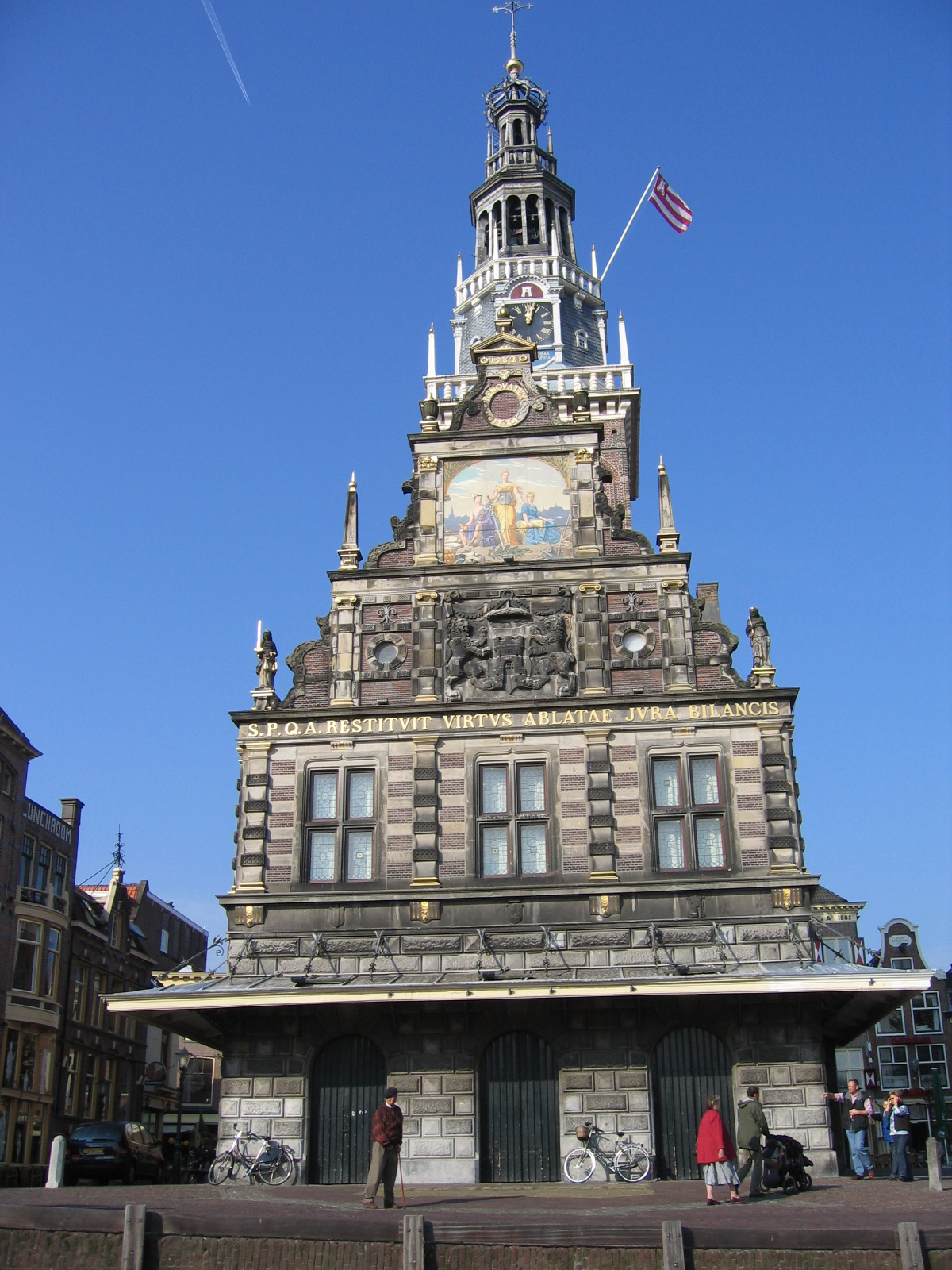
Алкмар, Нидерланды
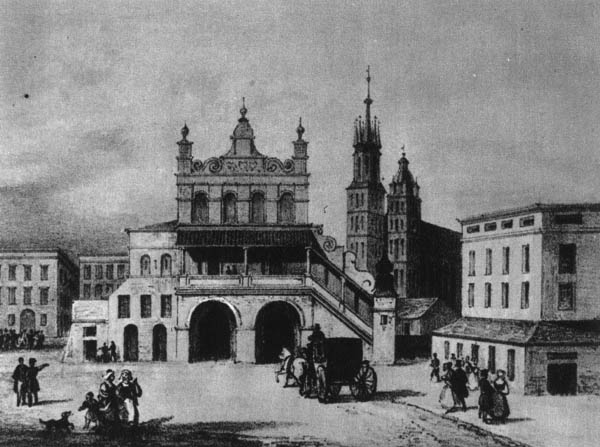
Краков, Польша
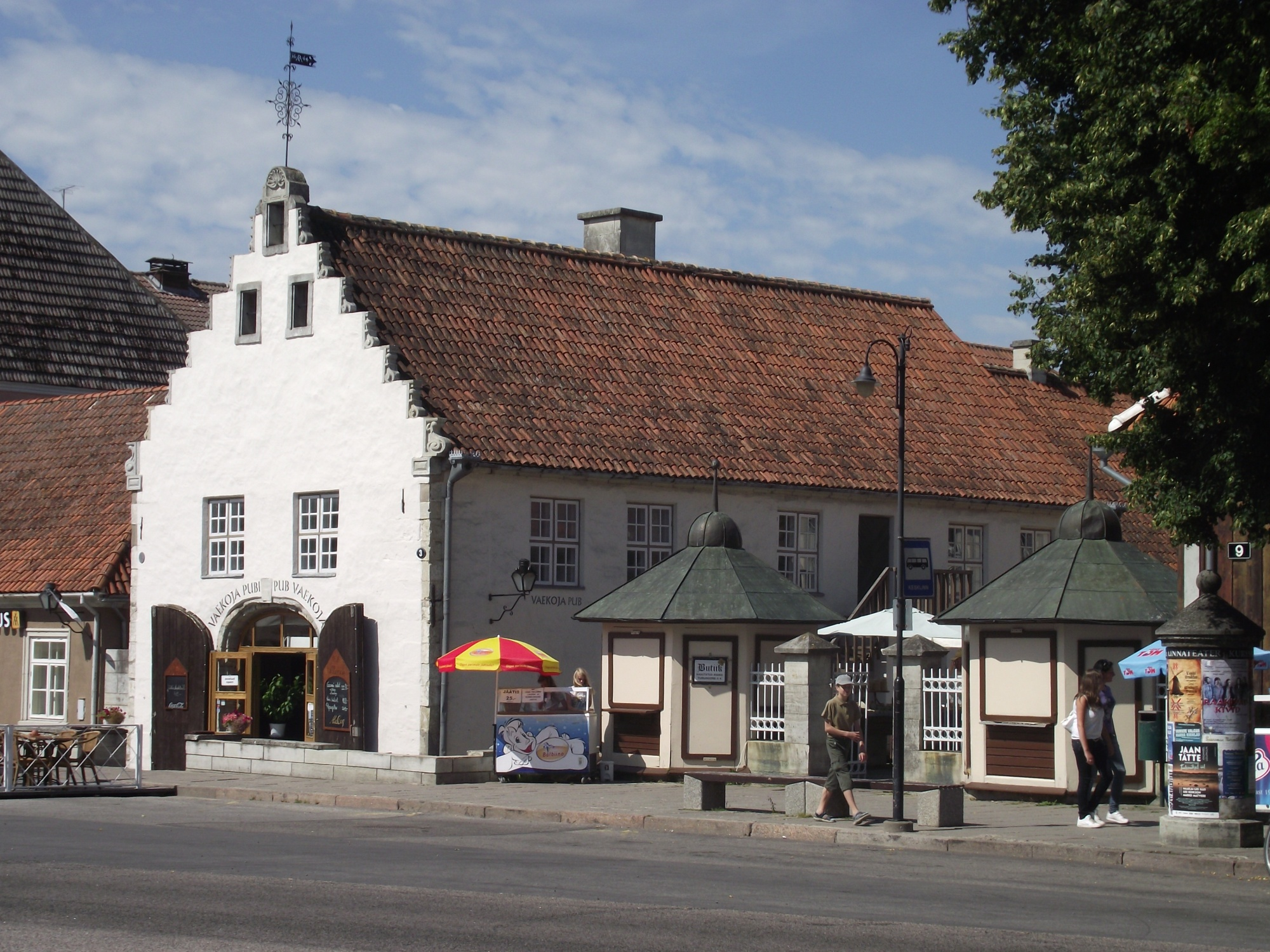
Курессааре, Эстония